# Denis Atkins
Denis Atkins (8 tháng 11 năm 1938 – 13 tháng 9 năm 2016) là một cầu thủ bóng đá người Anh thi đấu ở vị trí hậu vệ cho Huddersfield Town và Bradford City trong 12 năm sự nghiệp từ năm 1959 đến năm 1971.